# 原病毒
原病毒（英語：provirus），又称前病毒，指一類侵入寄主细胞后，遗传因子藉由逆转录并入寄主DNA內，並永久存在宿主的基因體，随著宿主细胞的子细胞遗传的病毒。所有被感染细胞后代的基因组中，均会有这种原病毒的遗传物质（内源性病毒元件）。这个过程被称为细胞的溶源化循环。
这个整体会造成潜在或显著的感染：
- 显著感染：原病毒逆转录成信使核糖核苷酸，通过分裂周期直接感染其它细胞：
- 潜在感染：即原病毒进行一个缓慢而非活跃的转录。

当寄主细胞的环境或健康状况变化时，潜在感染会转变为显著感染。此时原病毒开始直接转录自己的基因，而寄主细胞最终坏死，因为该细胞的蛋白质生产体系无法生产如此多的病毒。原病毒大概能以内源性逆转录酶病毒的形式占据大约8%的人体基因。